# جامعة لينيوس
جامعة لينيوس (بالإنجليزية: Linnaeus University) هي جامعة عامة في سويد تأسست عام 2010.

## إحصائيات
يبلغ عدد طلاب الجامعة 15,000 طالب.

## وصلات خارجية
- الموقع الإلكتروني